# Weilerburg (Tailfingen)
Die Weilerburg, auch Weilersburg genannt, ist der Rest einer Spornburg an der westlichen Kante des Weilertals auf 850 m ü. NN etwa 3,25 Kilometer nordöstlich der Peterskirche von Tailfingen, einem Stadtteil von Albstadt im Zollernalbkreis in Baden-Württemberg.

## Geschichte
Die Burg wurde um 1100 von den Herren von Weilersburg erbaut und erstmals 1113 erwähnt. 1350 gab es Unterlagen über Heinrich von Weilersburg, dessen Frau Elsbeth von Digisheim und dessen Sohn Burkhard von Weilesburg. Ebenso erwähnt wird Heinrich der Alte von Weilersburg und dessen Ehefrau Katharina von Wildenegg. 1393 wird als Chorherr Wildmann von Weilersburg erwähnt. 1387 wird in einer Stuttgarter Urkunde von „Sant Martins abend“ ein „Herr Widmann von Weilersburg“ genannt. An anderer Stelle wird er als Pfaff Widmann von Weilerburgs, Chorherr zu Stuttgart und Kirchherr zu Hechingen erwähnt. Die zur Burg gehörende Mühle wurde 1445 als „Wilermülin“ erwähnt. Die zur Burg gehörende Ortschaft „Wiler“ ist nicht der heutige Weiler „Neuweiler“, sondern eine abgegangene Ortschaft. Mit seinem Besitz stiftete Wildmann von Weilersburg eine Messpfünde in der Ebinger Kapellkirche.

## Beschreibung

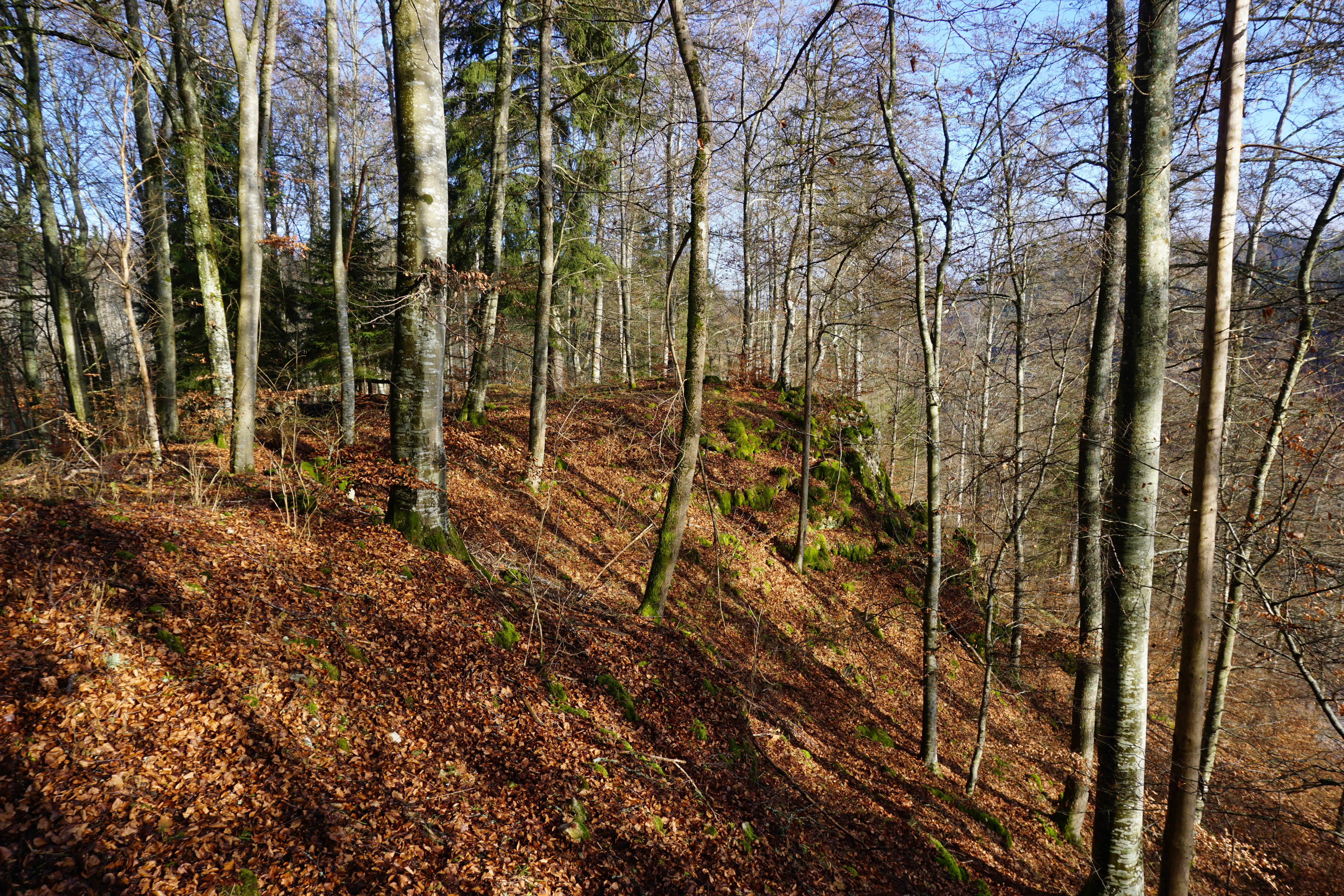
Standort der Weilersburg

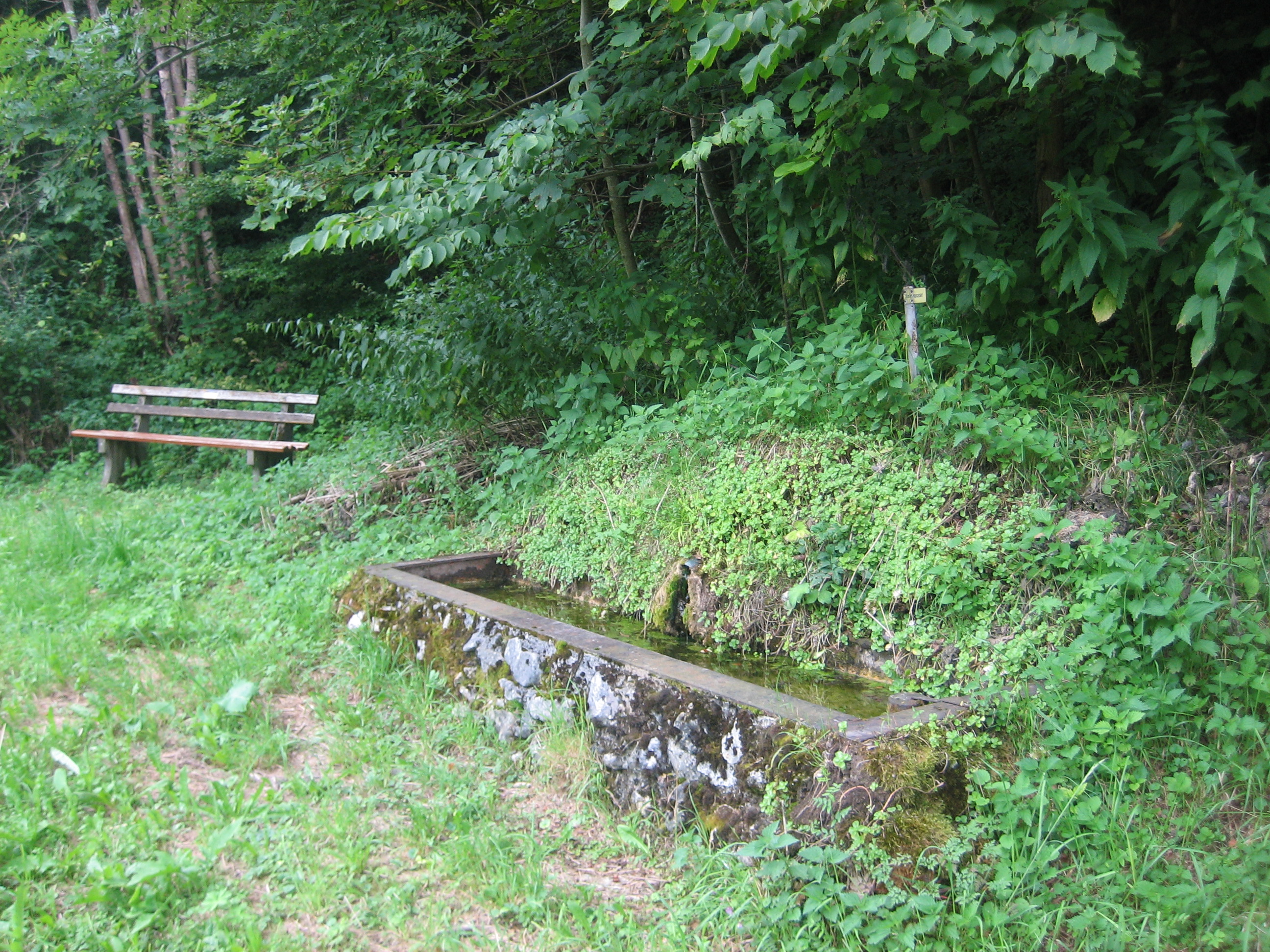
Weilertal-Brunnen

Bei der ehemaligen Burganlage handelte es sich um eine kleine Anlage auf einem Felssporn über dem Tal, auf einer Grundfläche von etwa 60 mal 16 Meter mit fünfeckigem Wohnturm in der Kernburg, von der nur noch geringe Mauerreste, ein Graben und ein Wall erhalten sind. Von archäologischer Seite wird angenommen, dass vor der mittelalterlichen Burg bereits eine vorgeschichtliche Anlage, also eine Fliehburg, bestand. Ein weiträumiges Wall-Graben-System, aus vorgeschichtlicher Epoche stammend, trennt die Bergecke von der Hochfläche. Innerhalb der umschlossenen Fläche folgen die mittelalterlichen Bauten. Die ein schmaler flacher Graben, ein kleiner Wall und ein tieferer breiter Graben laufen bogenförmig der Spornspitze zu. Im Schutz dieser mehrteiligen Sperranlage und der steilen Berghänge stand auf der Spornspitze ein Steinbau, wohl der Wohnturm mit einer Seitenlänge von 8 mal 9 Metern. Außer deutlichen Schuttwällen sind von ihm nur ein paar bearbeitete Steinquader mittlerer Größe übrig geblieben. Das umfängliche Fundgut deutet für die vorgeschichtliche Anlage auf die späte Bronzezeit hin, für die mittelalterliche Burg auf eine Epoche zwischen 1100 und dem 14. Jahrhundert. Es wurden Metallteile, so ausgeglühte Nägel, Waffen- und Rüstungsteile, gefunden, die auf eine Feuersbrunst schließen lassen.
Die Burganlage ist heute sehr verwildert und mit Gestrüpp und Bäumen überwachsen. Begehen kann man sie nur im Frühjahr, Spätherbst oder Winter, ansonsten ist sie zu stark überwuchert.
Unterhalb des Burgberges, an der Straße von Hausen zum Neuweiler, findet sich an einer Ausweichstelle der Weilertal-Brunnen, der wohl zur Burganlage bzw. zur dazugehörigen Mühle gehört hat.